# Plectranthus nummularius
Plectranthus nummularius é uma espécie botânica da família Lamiaceae, conhecida popularmente como dólar.
Ideal para compor cortinas em cascatas, se deixada crescer pendente, ou mesmo em cachepôs ou beirais de janelas.
Ambiente: Prefere cultivo a meia sombra;
Temperatura: Tropical;
Folhas:  Espessas, coriaceas, brilhantes, denteadas;
Solo: Fértil;
Exigência: Solo bem drenado;
Cuidados: Podas de estética;
Manutenção: Fácil;
Altura: 15 a 20 cm, mas pendente cresce bastante;
Diâmetro: Variável;
Flor: Inflorescências terminais eretas e curtas com flores brancas;
Origem: Costa Ocidental Africana - África do Sul - Moçambique;